# وليد الرجاء
وليد هندي الرجاء (ولد 4 نوفمبر 1981) ظهير أيسر سعودي ، ويعد من أفضل الاظهرة السعوديين،
لعب سابقاً لأندية الاتفاق والتعاون و هجر والنهضة و الخليج والساحل .

## روابط خارجية
- وليد الرجاء على موقع Soccerway.com (الإنجليزية)